# Міжнародна асоціація юристів
Міжнародна асоціація юристів (IBA) — спілка міжнародних юристів-практиків, асоціацій адвокатів і юридичних товариств, заснована в 1947 році. На даний час IBA має в своєму складі більш ніж 80000 індивідуальних юристів і 200 асоціацій адвокатів і юридичних товариств. Її всесвітня штаб-квартира знаходиться в Лондоні (Англія), і вона має регіональні відділення у Вашингтоні, округ Колумбія (США), Сеулі (Південна Корея) та Сан-Паулу (Бразилія).

## Історія організації
17 лютого 1947 року представники 34-х національних асоціацій адвокатів зібралися в Нью-Йорку, штат Нью-Йорк, з метою створення IBA. Первісне членство обмежувалося асоціаціями адвокатів і юридичних товариств, але в 1970 році членство в IBA був відкрите для окремих юристів. Члени юридичної професії, залучені до IBA, включають баррістерів, адвокатів, солісіторів, членів суддівського корпусу, юрисконсультів, державних адвокатів, вчених і студентів юридичних факультетів.

## Відносини з іншими міжнародними організаціями
Починаючи з 1947 року IBA має спеціальний консультативний статус у Генеральній Асамблеї ООН та Економічній і соціальній раді ООН (ЕКОСОР) 9 жовтня 2012 IBA підписала меморандум про взаєморозуміння з Організацією економічного співробітництва та розвитку (ОЕСР). МБА також перебуває у партнерстві з ОЕСР та Управлінням ООН з наркотиків і злочинності (UNODC) в антикорупційній стратегії юристів — ініціативою юристів щодо боротьби з корупцією для.

## Структура
IBA поділяється на два підрозділи — Відділ юридичної практики (LPD) та Відділ громадських і професійних інтересів (PPID). Кожен підрозділ об'єднує різні комітети та форуми, призначені для конкретних галузей практики. Ці комітети і форуми видають регулярні публікації, зосереджені на галузях, що становлять інтерес у міжнародній юридичній практиці.
PPID включає Комісію з питань юристів (BIC) та Інститут прав людини (IBAHRI). BIC була заснована 2004 року, складається з представників асоціацій адвокатів і юридичних товариств зі всього світу.

### Інститут прав людини (IBAHRI)
Інститут прав людини Міжнародної асоціації юристів (IBAHRI) був утворений 1995 року під почесним головуванням Нельсона Мандели. Місією IBAHRI є «заохочення, захист і дотримання прав людини в рамках справедливої правової держави. IBAHRI діє на ґрунті віри в фундаментальне право громадян світу на справедливий розгляд спорів і незалежну судову систему, а також заради права суддів і адвокатів на вільну і незалежну працю. З метою просування прав людини і верховенства права по всій Землі IBAHRI вчиняє кроки з реалізації різних проектів зі створення потенціалу та привернення уваги міжнародної громадськості, засобів масової інформації та юридичної спільноти».

## Правила та керівництва в галузі юридичної практики
IBA відіграє важливу роль у створенні різноманітних кодексів і керівництв у галузі міжнародної юридичної практики. Правила збору доказів у міжнародному арбітражі, що були ухвалені в 1999 році та переглянуті в 2010 році, широко використовуються сторонами в міжнародному комерційному арбітражі.
IBA також випустила Керівництво з конфлікту інтересів у міжнародному арбітражі, Керівництво з розробки міжнародних арбітражних застережень та Принципи поведінки в юридичній професії (2011).

## Цільові групи та групи дій
- Група верховенства права[18]
- Цільова група з питань фінансової кризи[19]
- Цільова група боротьби з міжнародним тероризмом[20].

## Міжнародна премія видатній жінці-юристу
IBA заснувала нагороду, яка вручається видатним жінкам-юристам, які визнаються найбільш гідними для такої відзнаки. Вона присуджується раз на два роки і спонсорується американською компанією LexisNexis. Вона становить $5000, що жертвуються на благодійні цілі на вибір переможця.
Нагороду одержували:
- Helvi Sipilä з Фінляндії у 2001
- Navi Pillay[ru] з Південної Африки у 2003
- Dianna Kempe з Бермудських островів у 2006
- Anne-Marie Hutchinson з Англії у 2010
- Olufolake Solanke з Нігерії у 2012
- Tukiya Kankasa-Mabula з Замбії у 2014.

## Недавні президенти IBA
- 2015–2017: David W. Rivkin,  США
- 2013—2014: Michael Reynolds,  Велика Британія[22][23]
- 2011–2012: Akira Kawamura,  Японія
- 2009–2010: Fernando Pelaez-Pier,  Венесуела
- 2007–2008: Fernando Pombo,  Іспанія
- 2005–2006: Francis Neate,  Велика Британія
- 2003–2004: Emilio Cardenas,  Аргентина
- 2001–2002: Dianna Kempe,  Бермудські Острови
- 1999–2000: Klaus Böhlhoff,  Німеччина
- 1997–1998: Desmond Fernando,  Шрі-Ланка.